# اندیس سپرو۱
سپرو۱ یک اندیس مصالح ساختمانی است که در حوالی شهر عشین استان اصفهان قرار دارد و مادهٔ معدنی موجود در آن، سنگ تزئینی است.  